# Biserica romano-catolică din Dumitreni

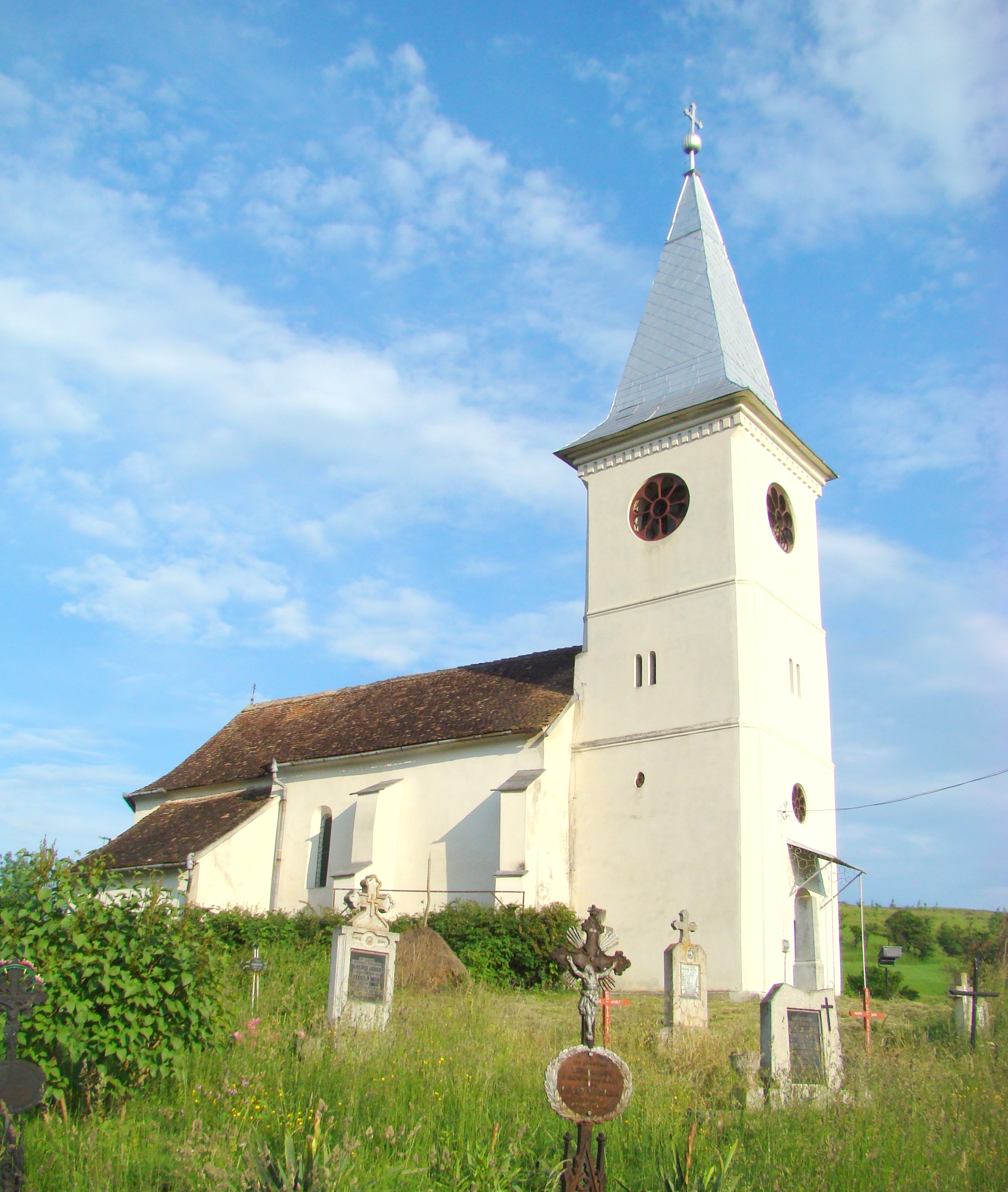
Biserica romano-catolică din Dumitreni, comuna Bălăușeri, foto: mai 2015.

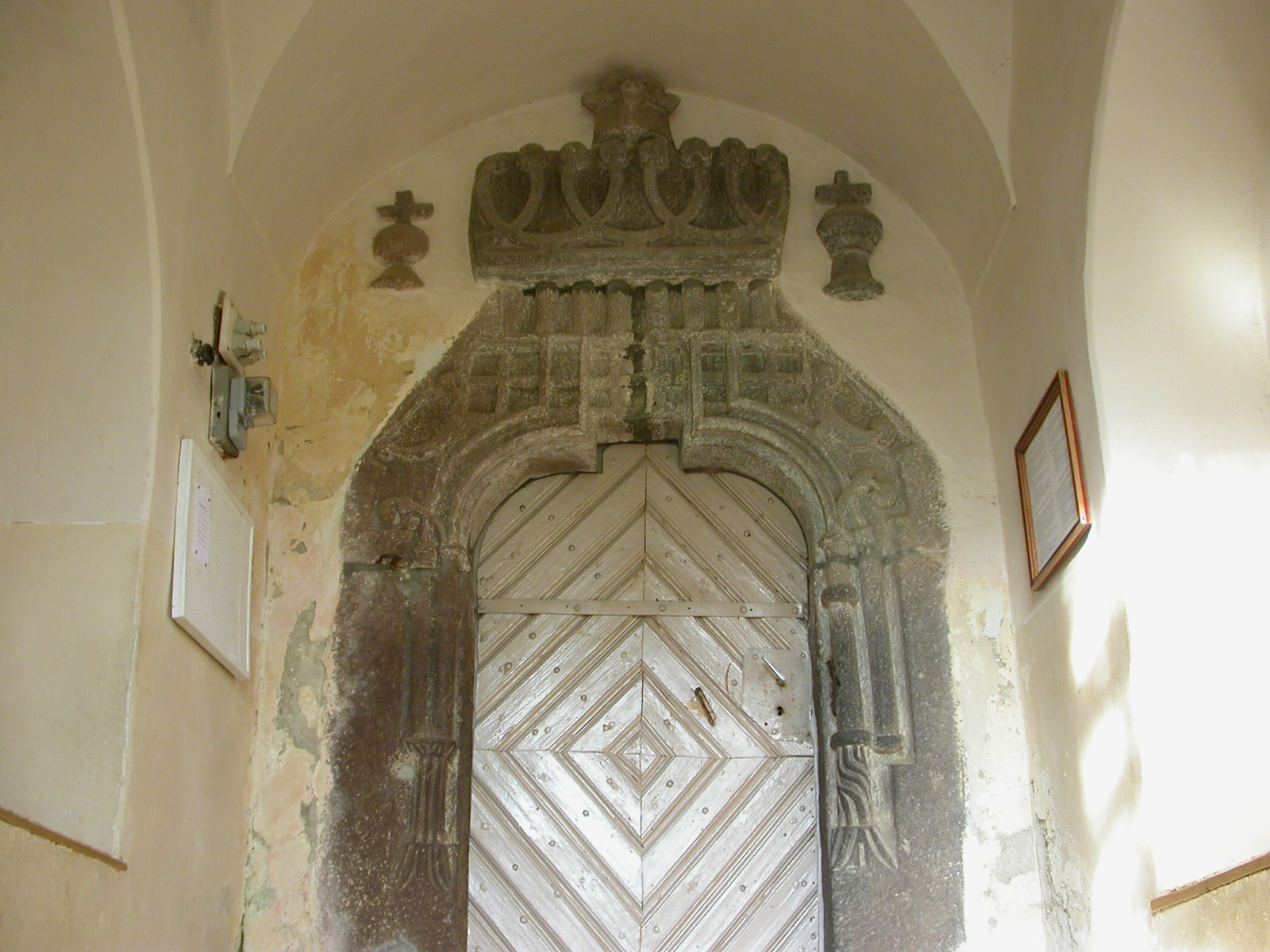
Portalul exterior

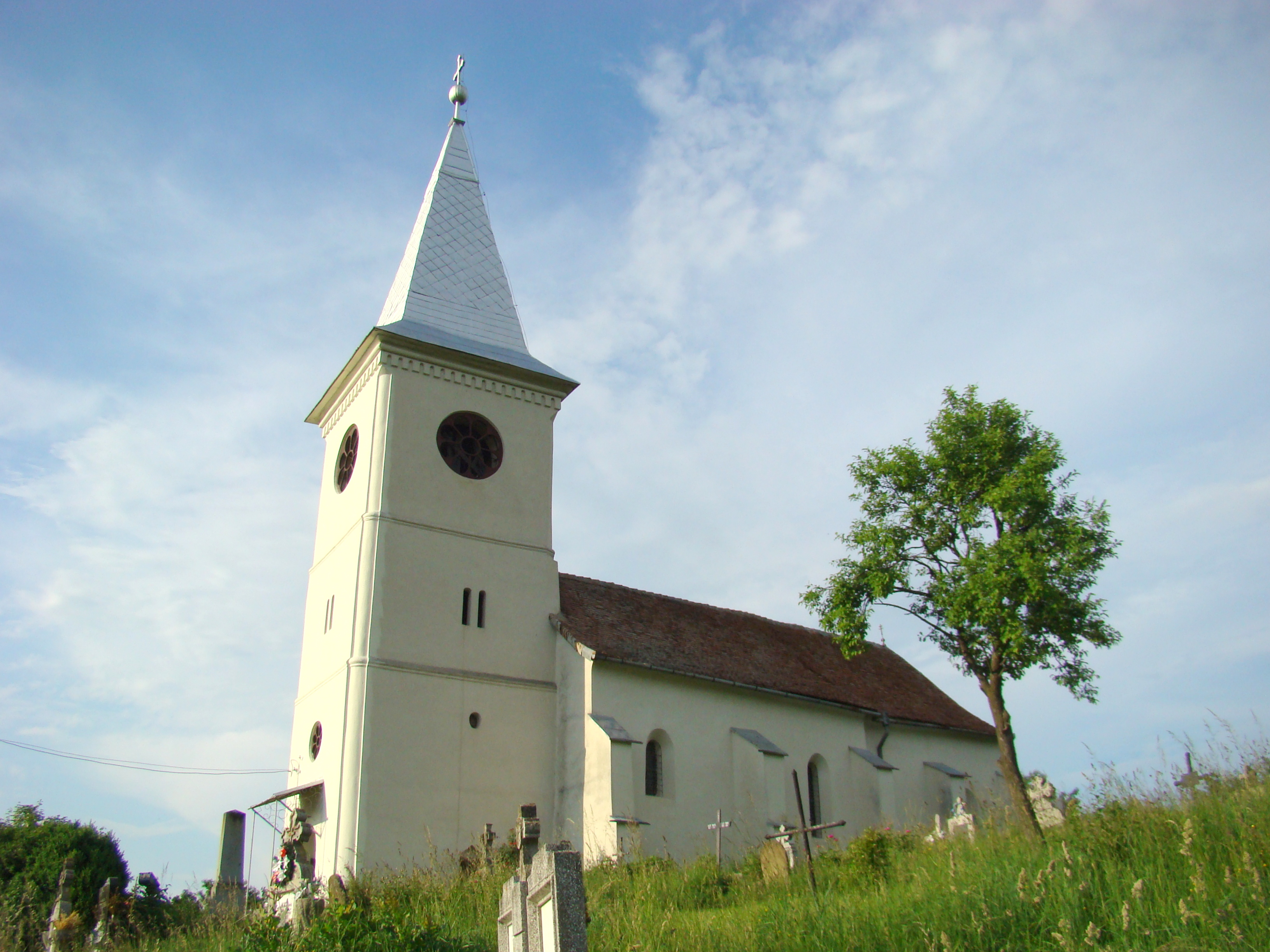
Biserica (sud-vest)

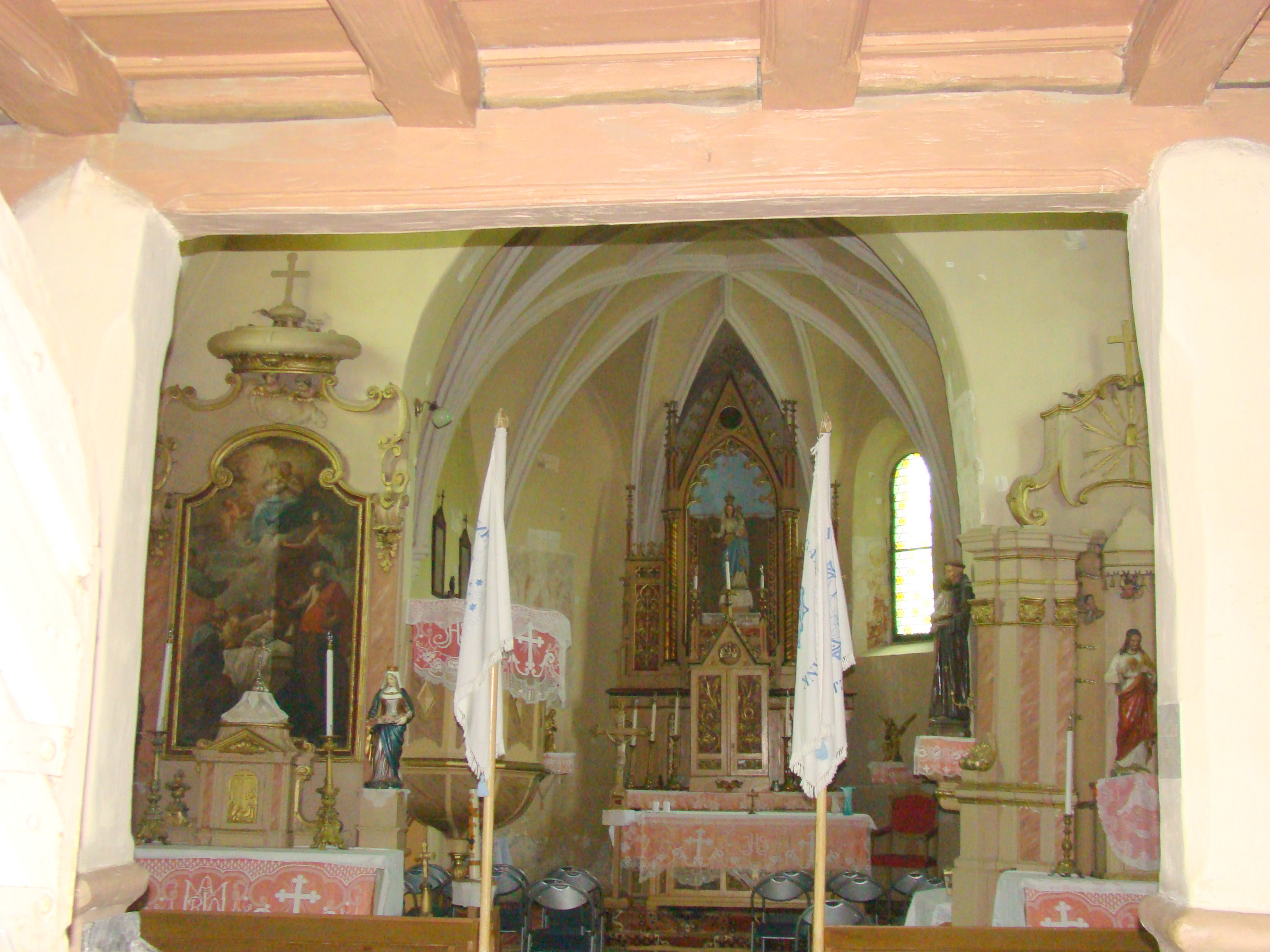
Nava spre altar

Biserica romano-catolică din Dumitreni, comuna Bălăușeri, județul Mureș, datează din secolul XVII. Biserica se află pe noua listă a monumentelor istorice sub codul LMI:  MS-II-m-A-15664. 

## Istoric și trăsături
În anul 1436, localitatea este menționată sub denumirea de Zent Demetrik intr-un act al regelui Sigismund. După Reforma Protestantă biserica a fost luată de unitarieni. În 1722 datorită sârguinței călugărilor franciscani a reapărut viața catolică. În 1924 devine parohie de sine stătătoare, iar în 1929 a fost construită casa parohială.
Printre obiectele de valoare se numără: Icoana Înălțării Maicii Domnului, creație a lui Franz Anton Maulbertsch (cca. 1750), cristelnița din piatră, o cruce de procesiune din epoca barocă.
Sub sanctuarul bisericii, în partea stângă, se află o criptă. Pe peretele ei există o inscripție din anul 1618, referitoare la familia primului căpitan al comitatului Odorhei.
Biserica a fost renovată în anii: 1723, 1933, 1940, 1951, 1954, 1966 și 1983.

## Imagini din exterior

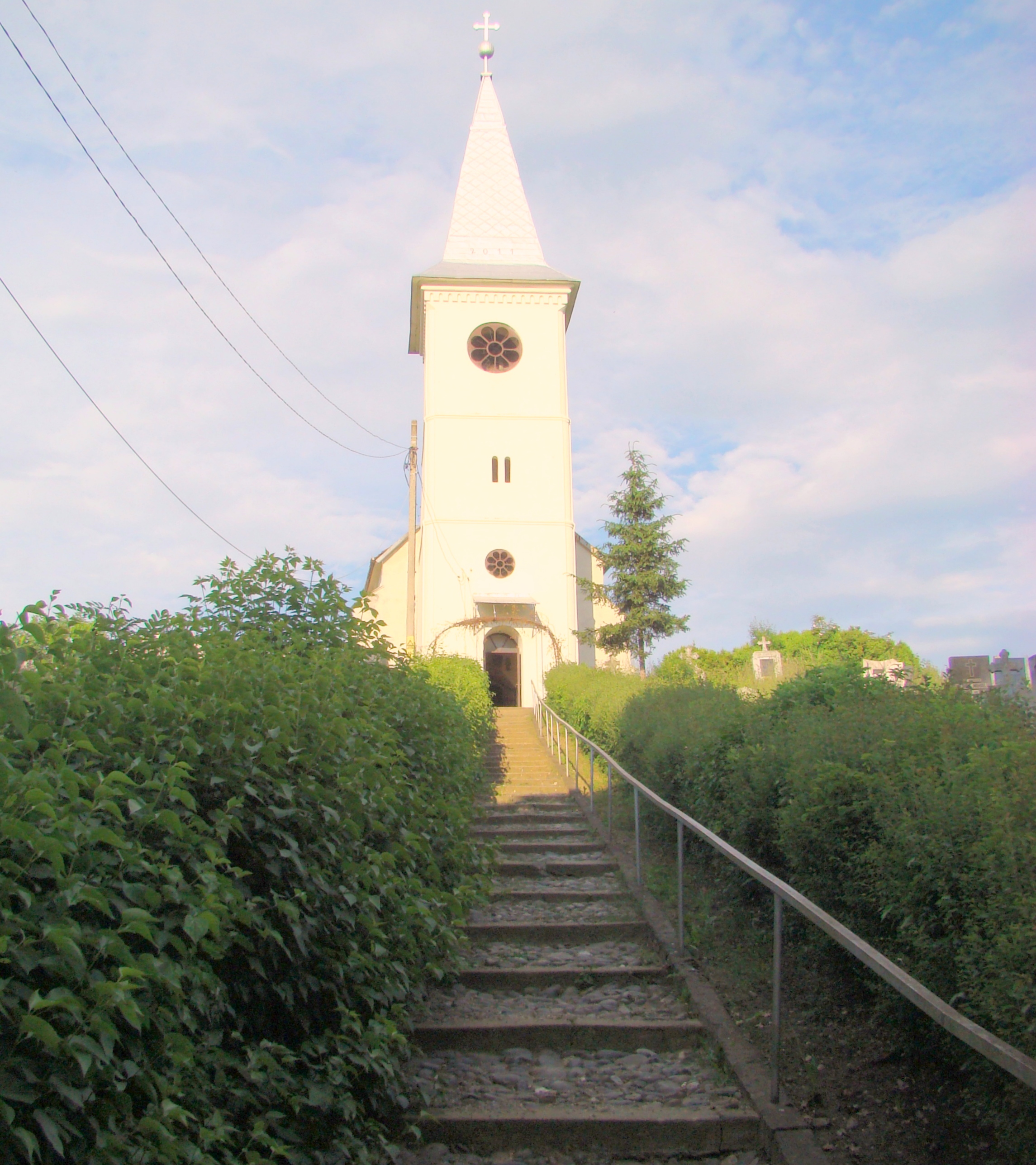
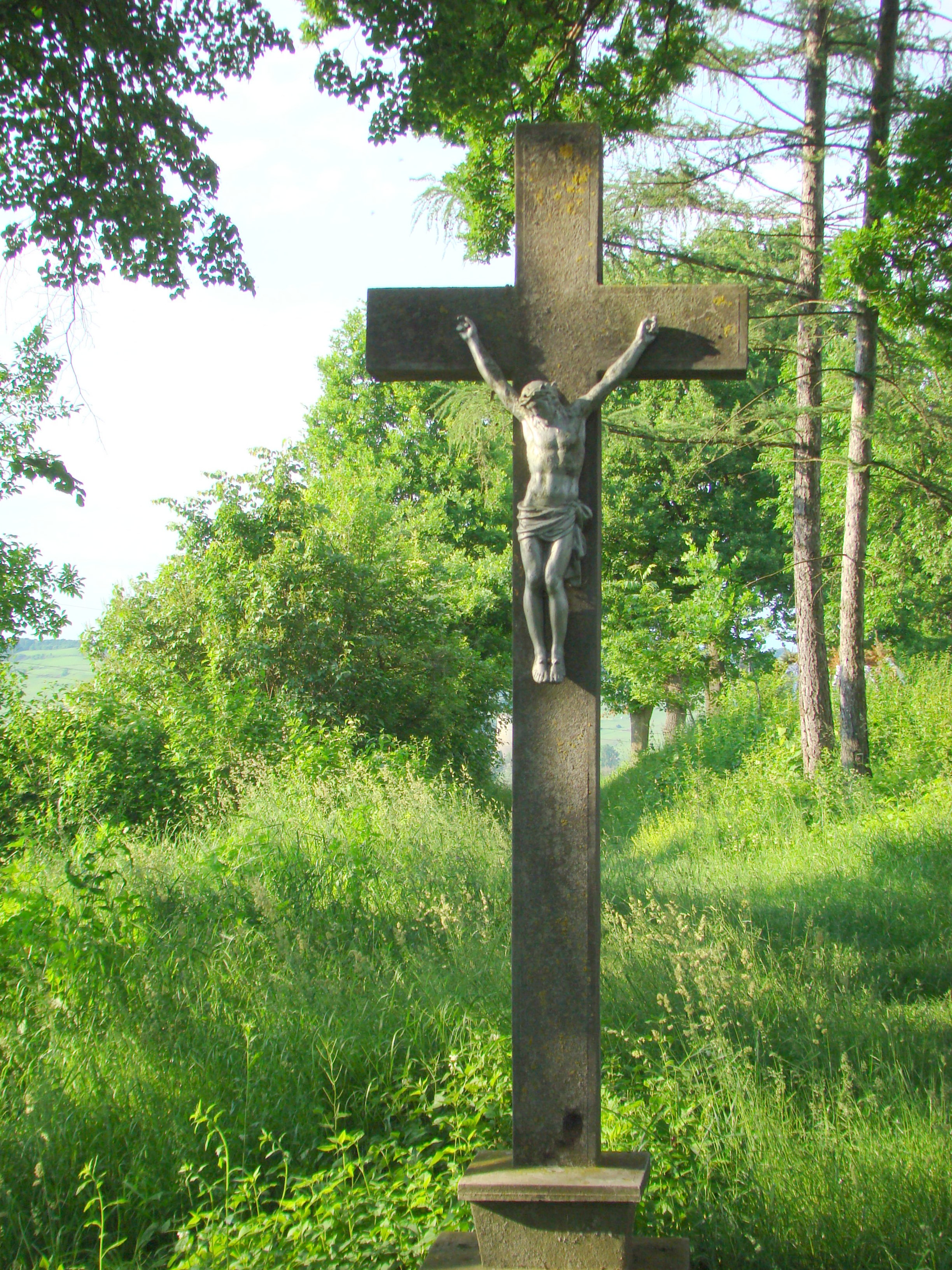
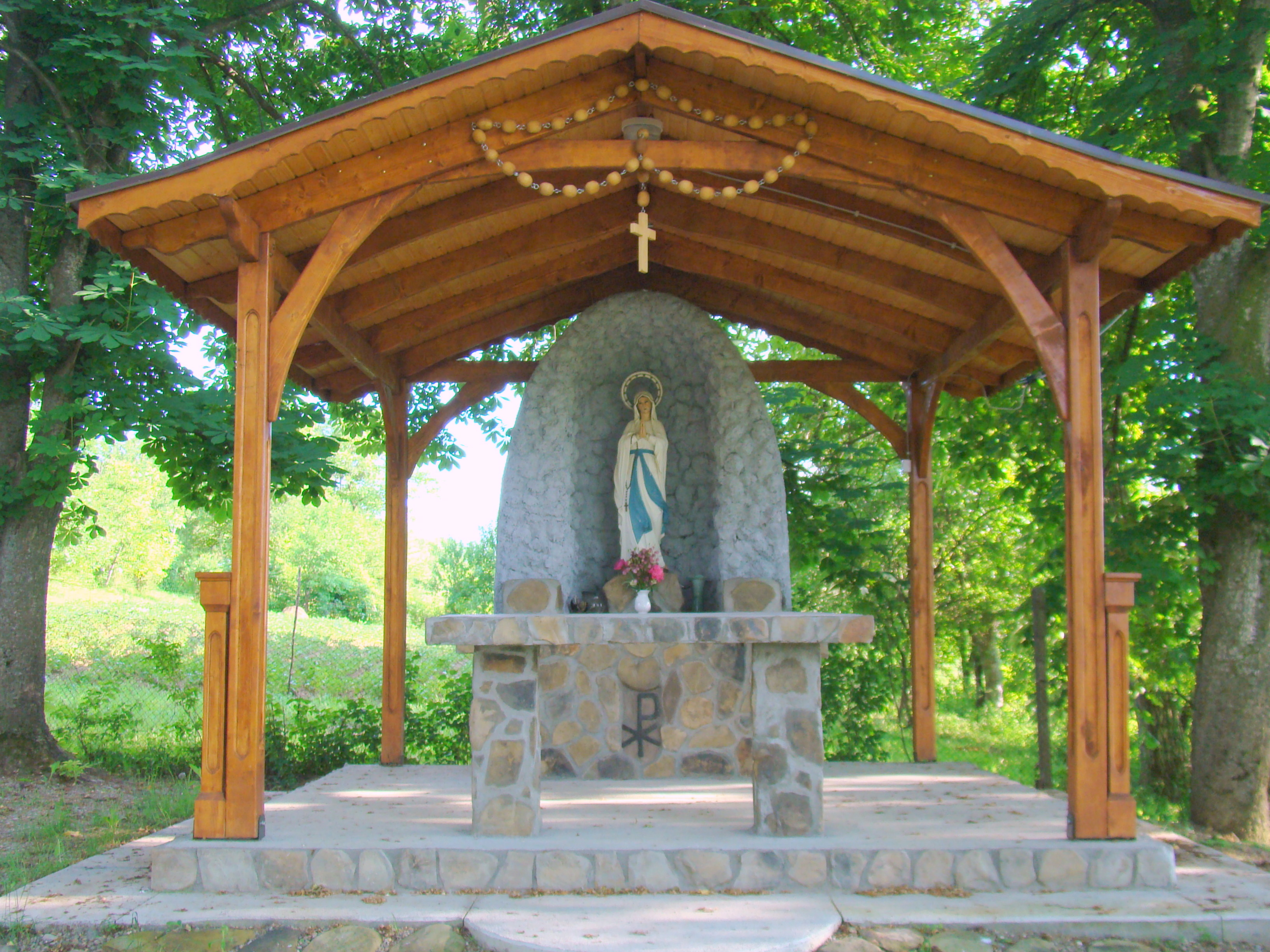
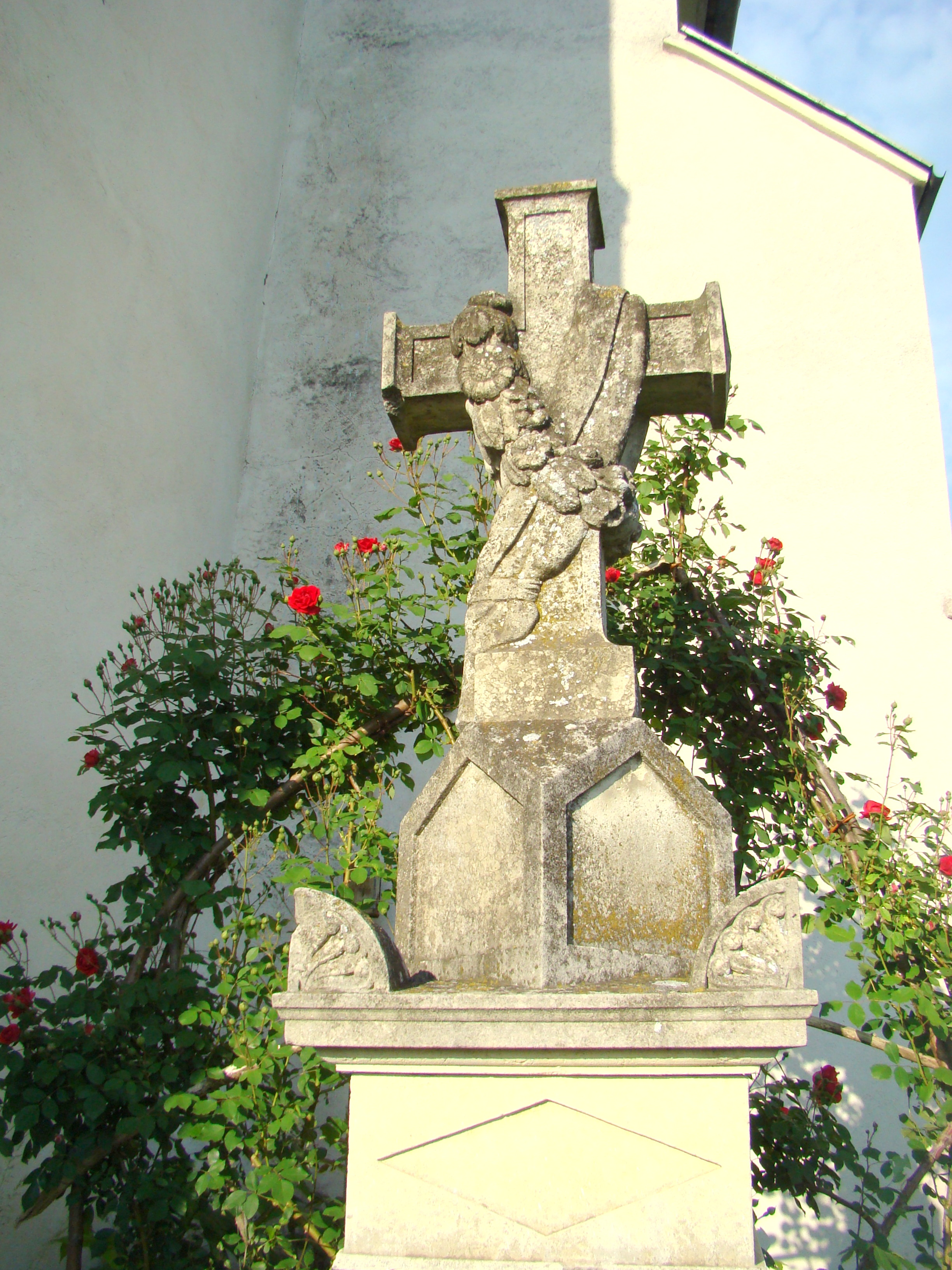
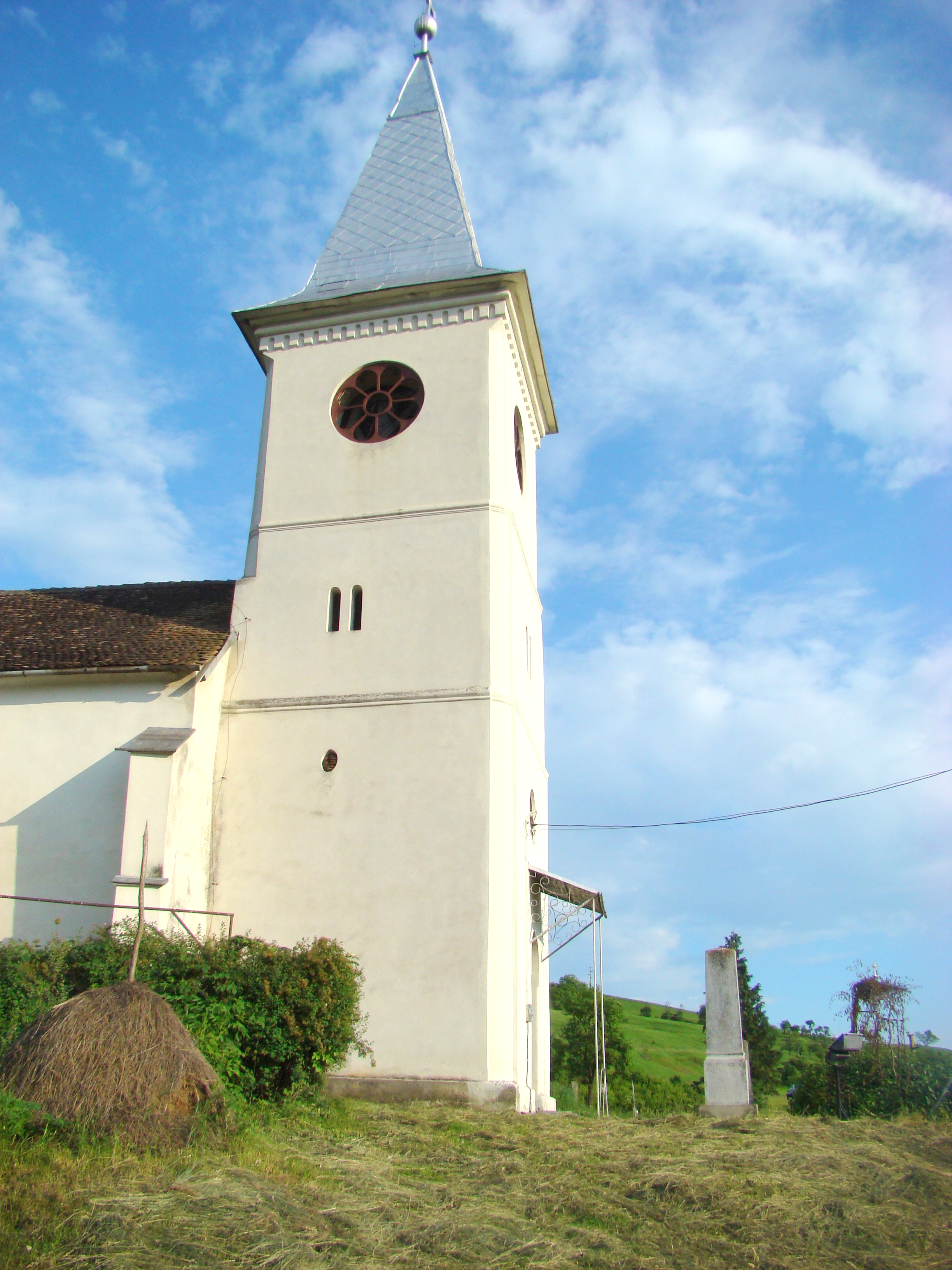
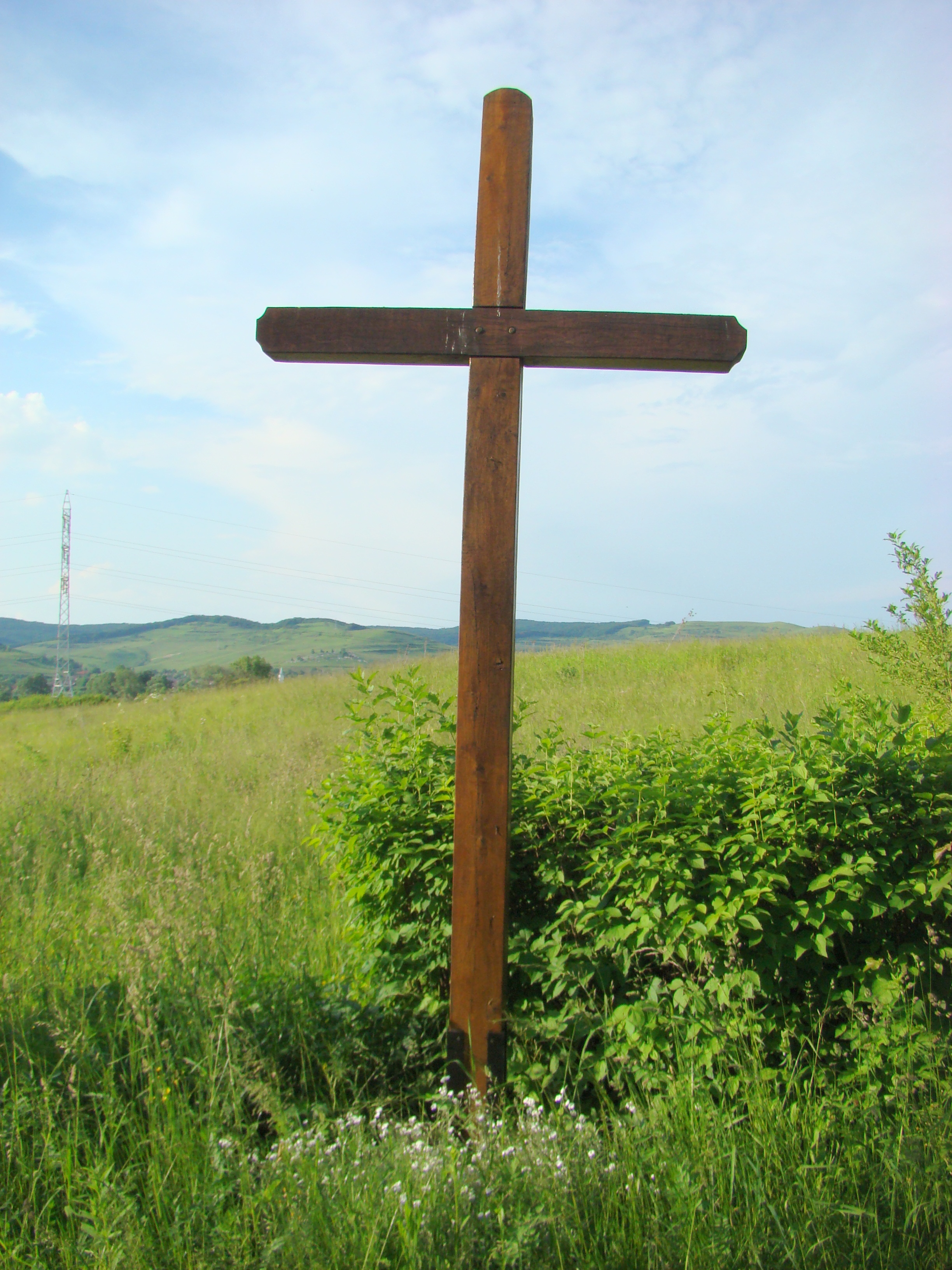
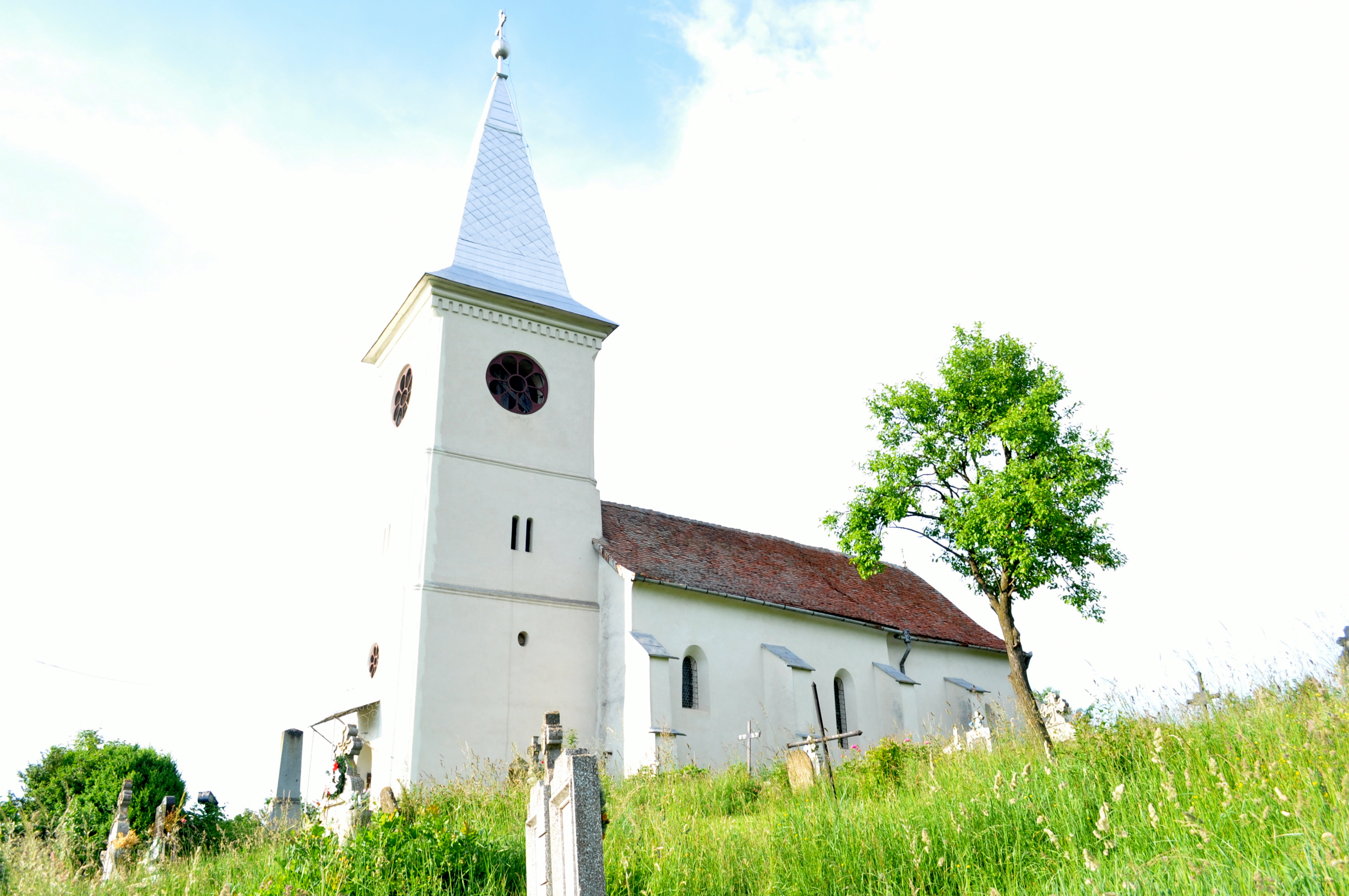
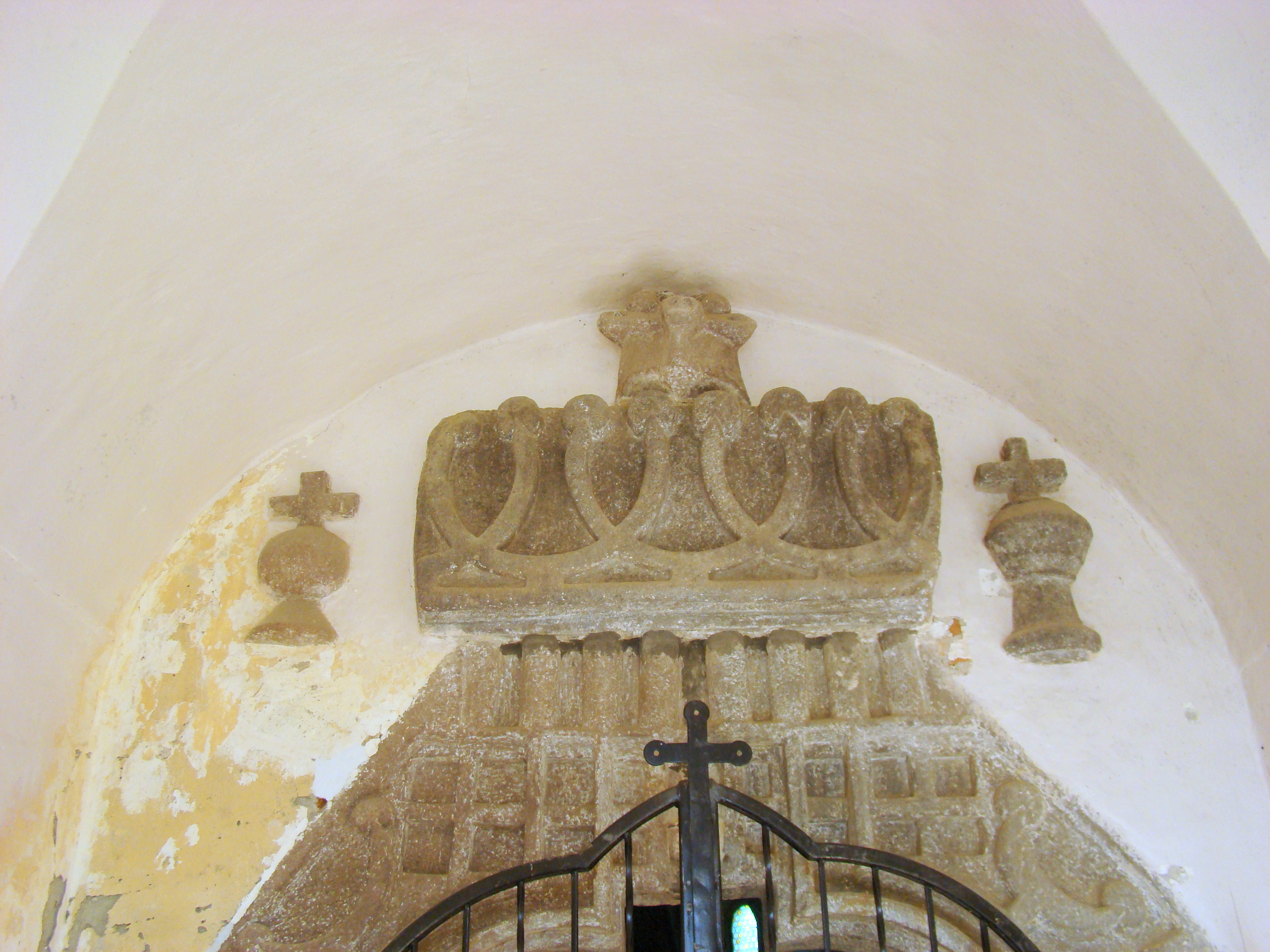
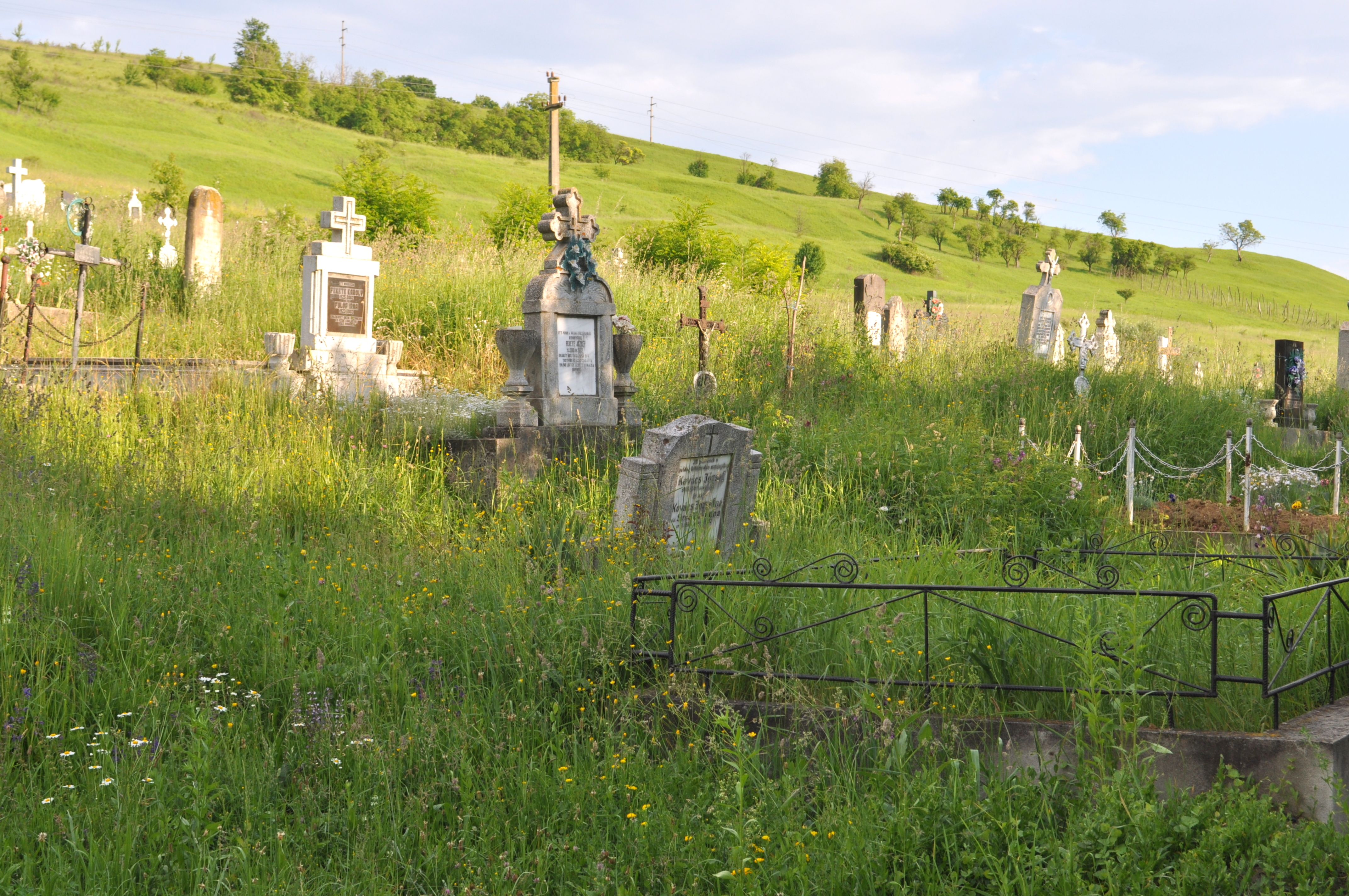
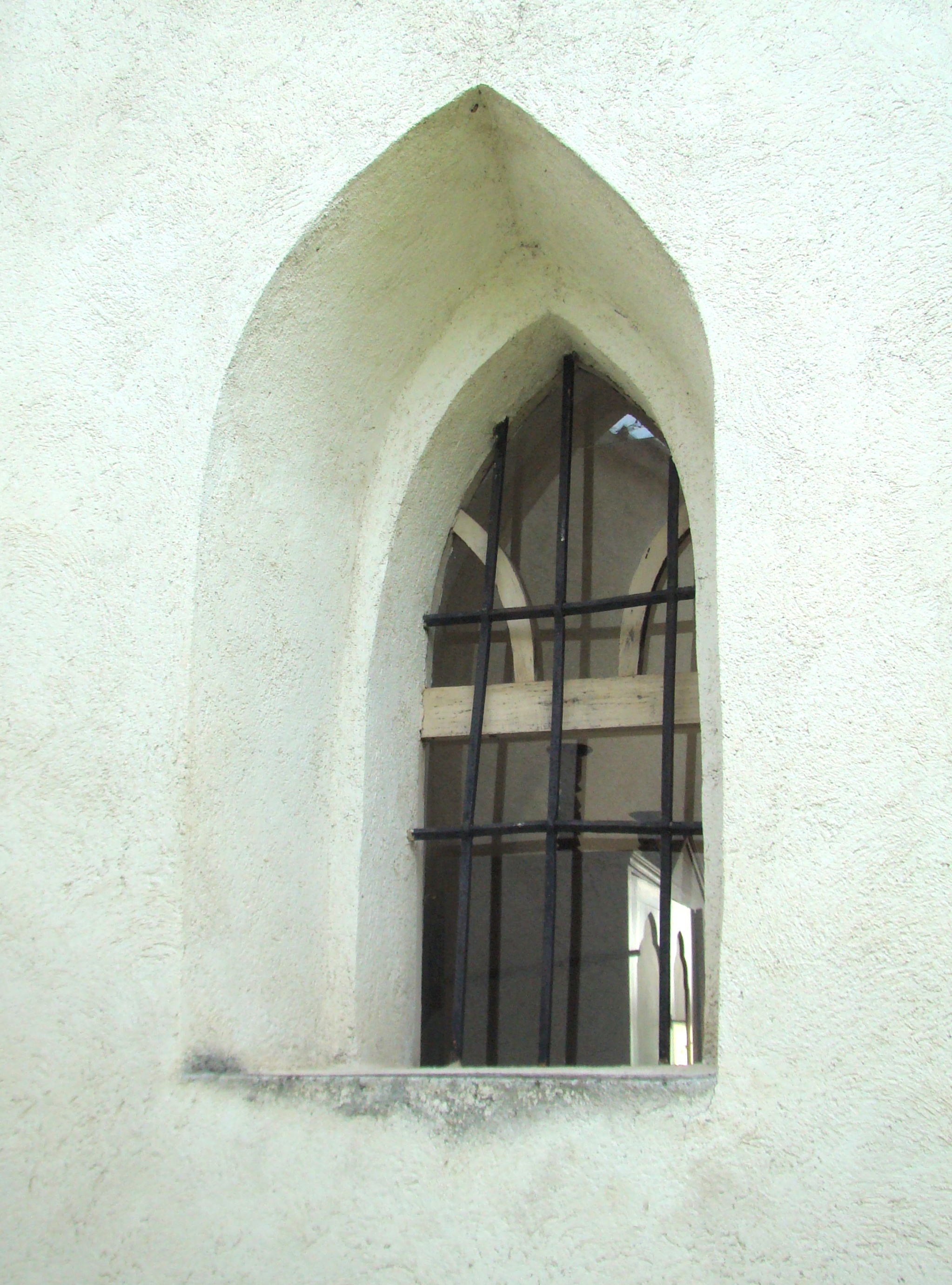
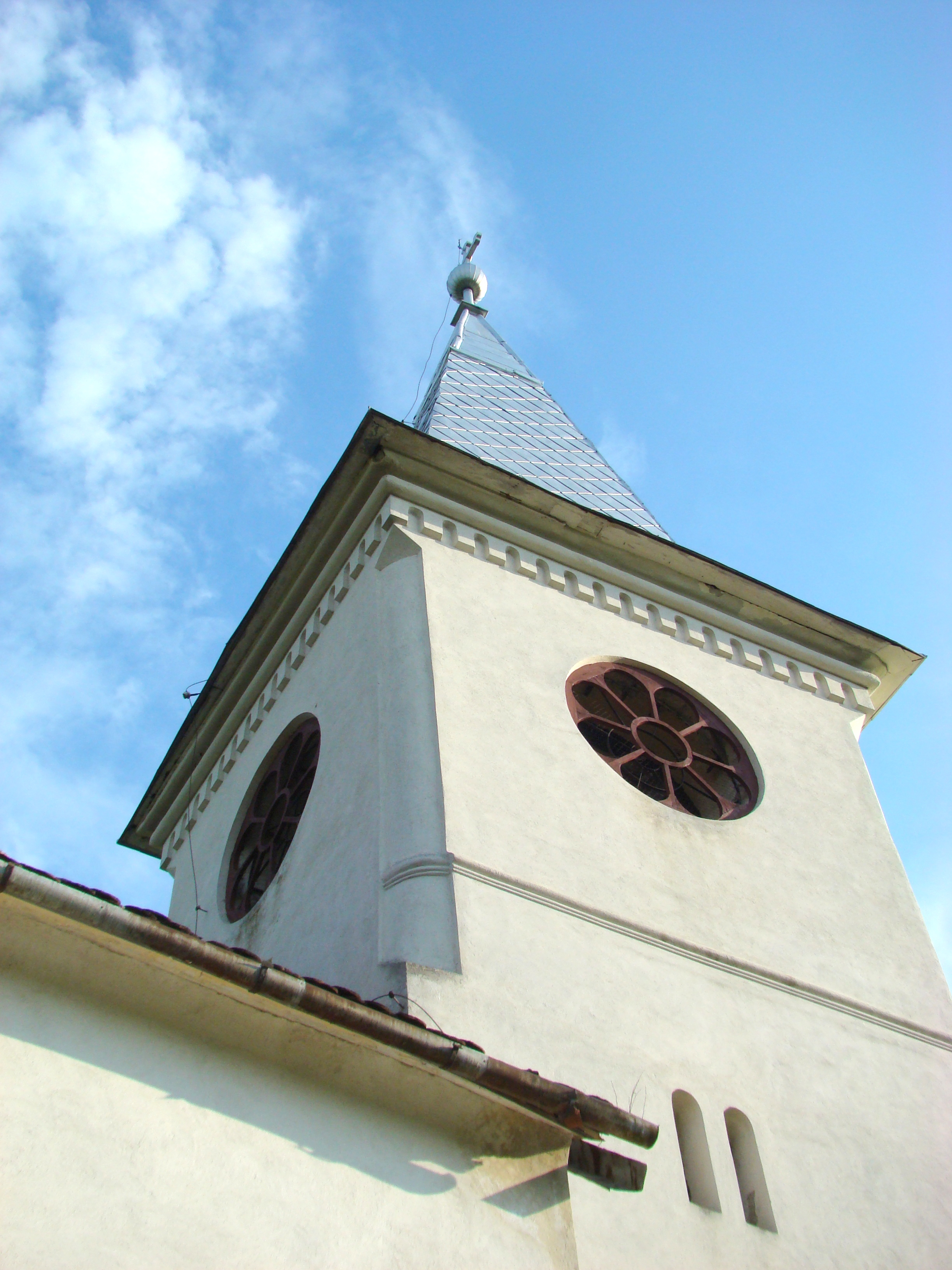
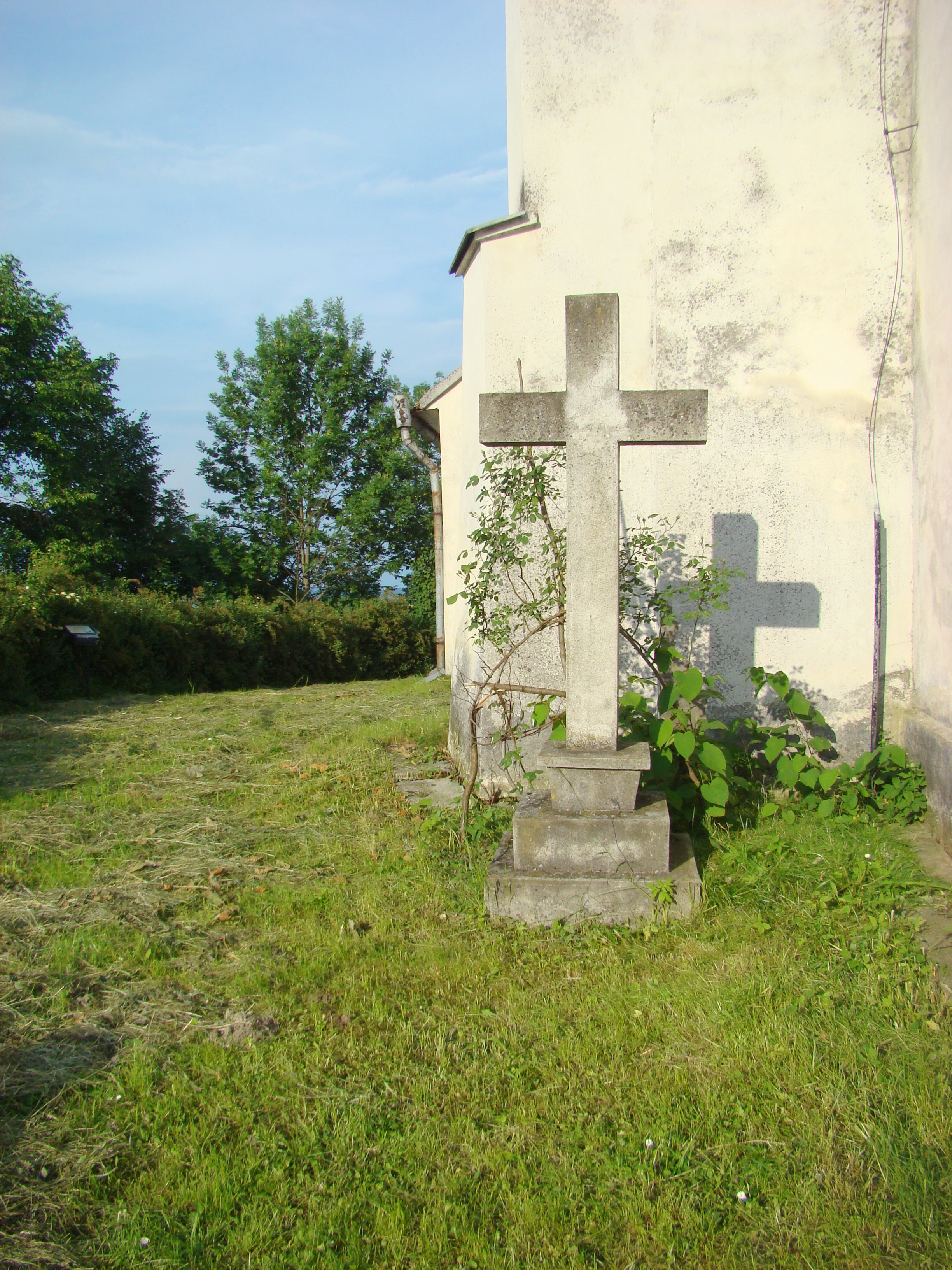
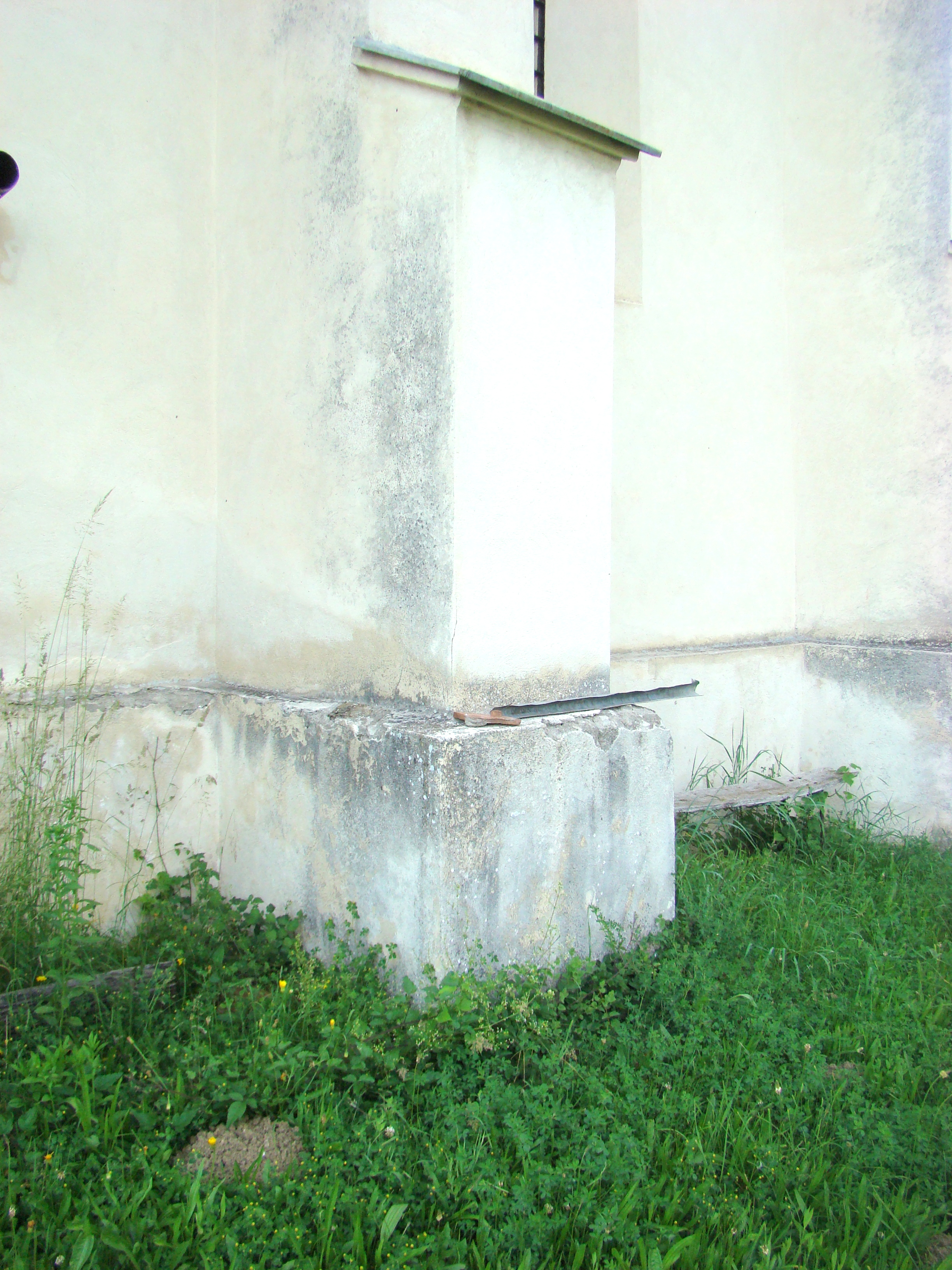
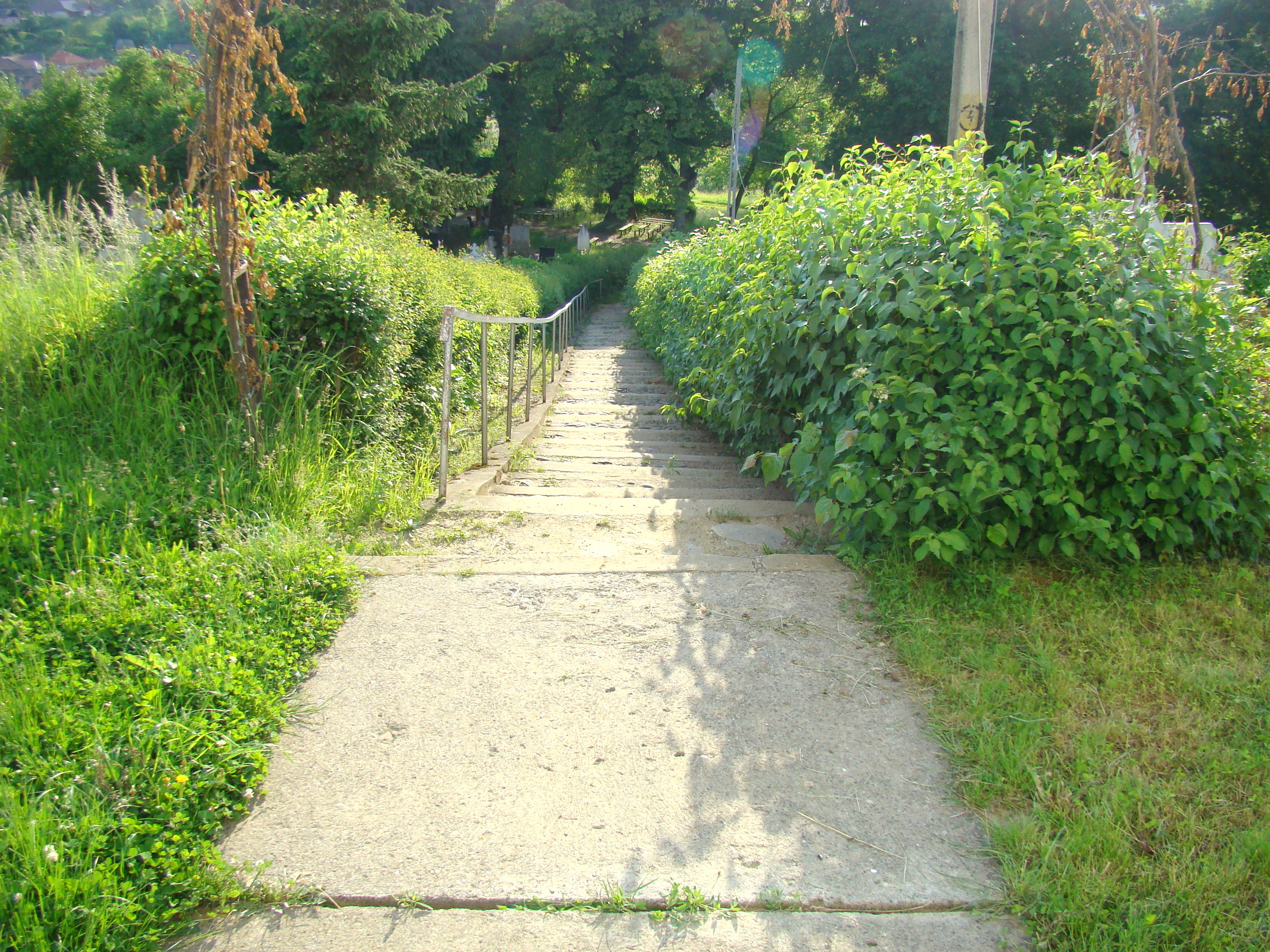

## Imagini din interior

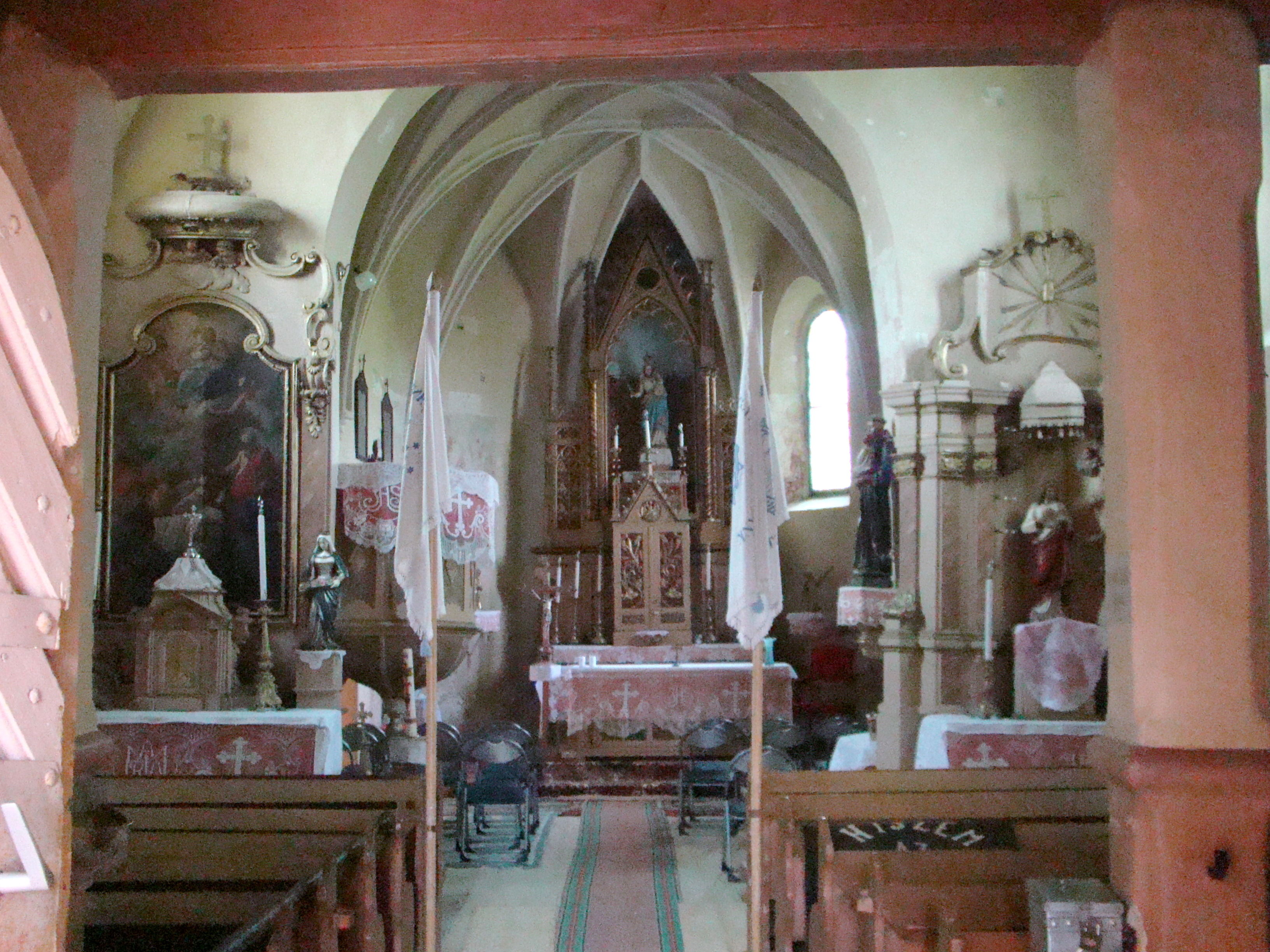
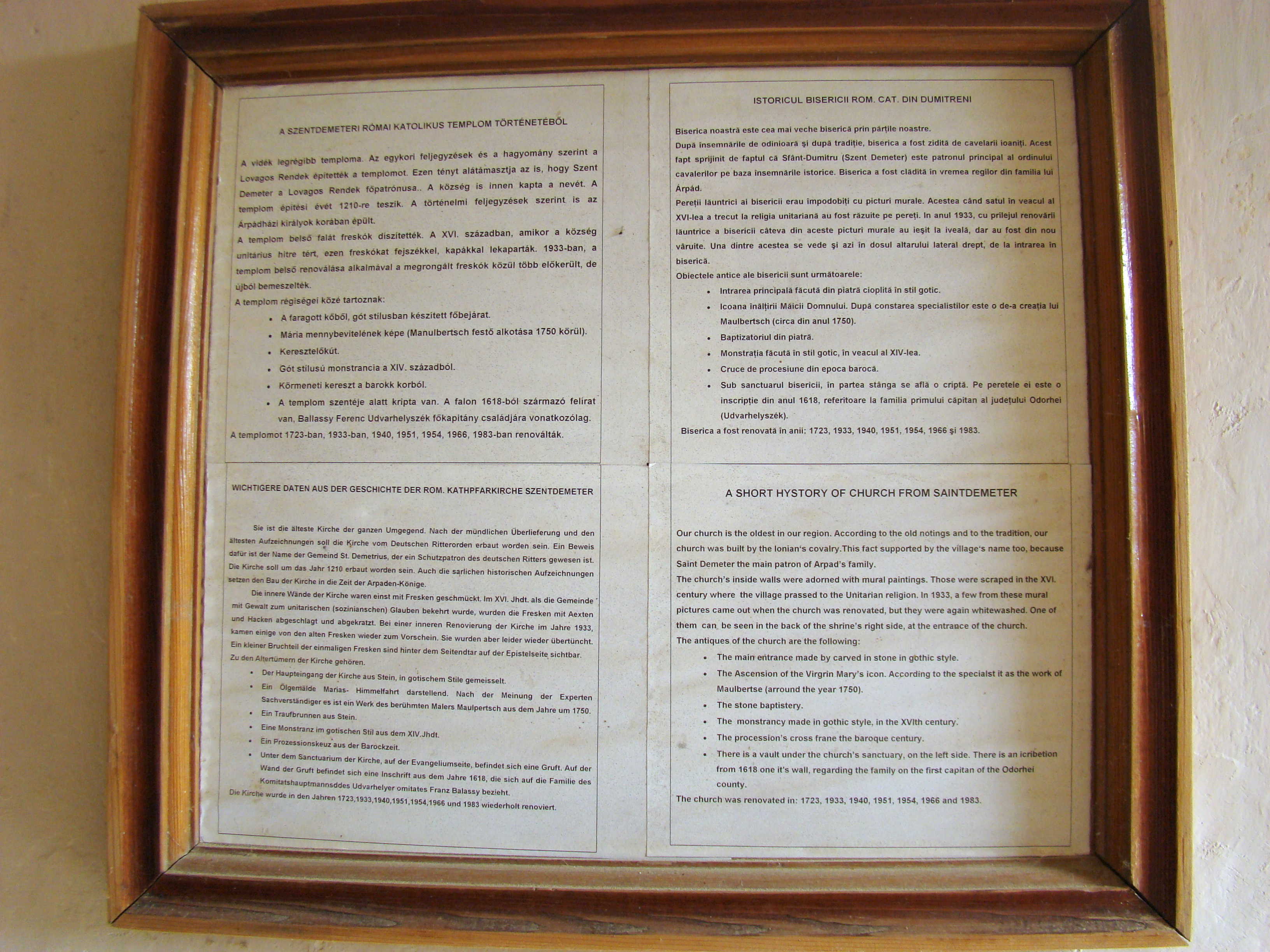
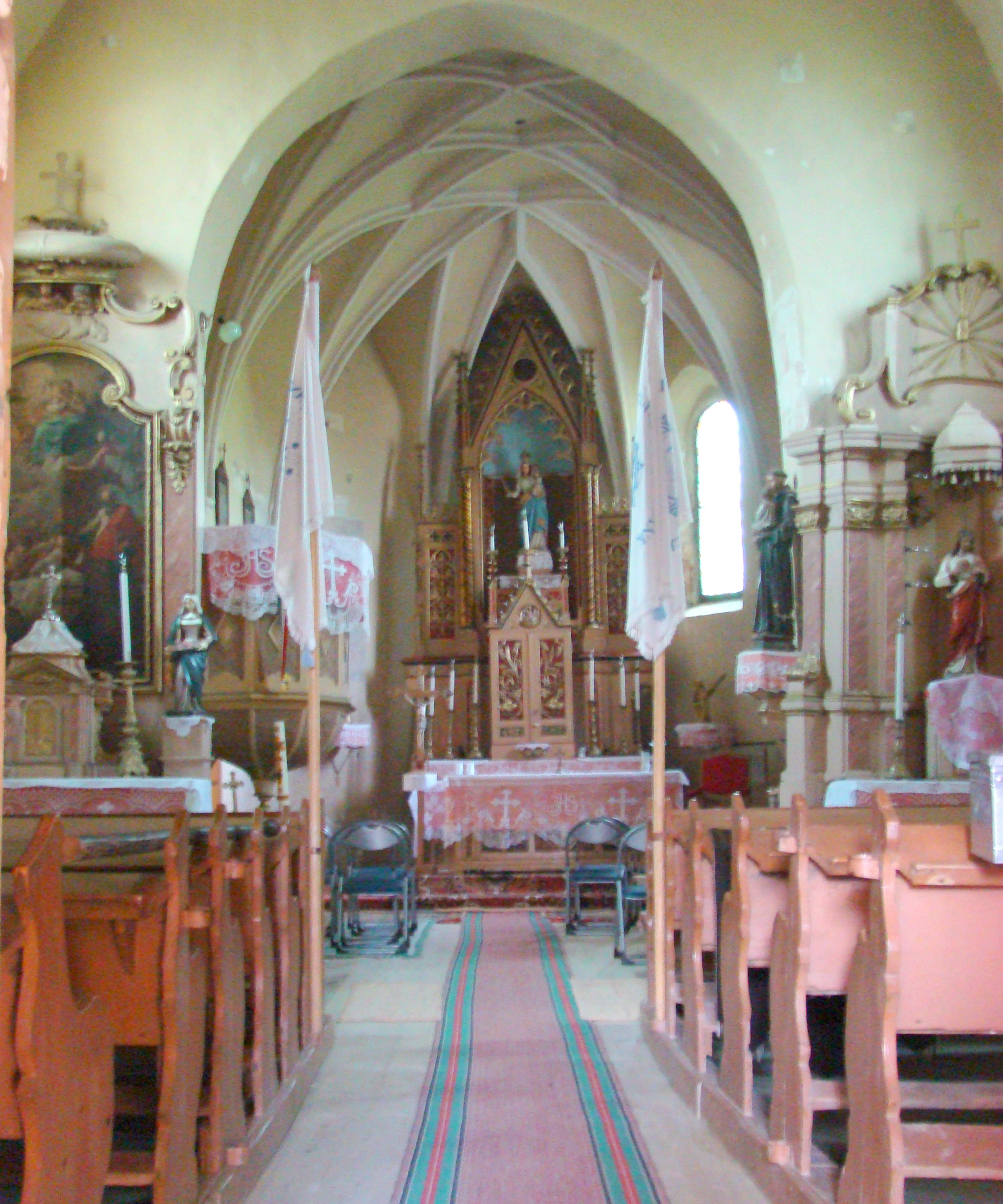